# Heinz Sokolowski

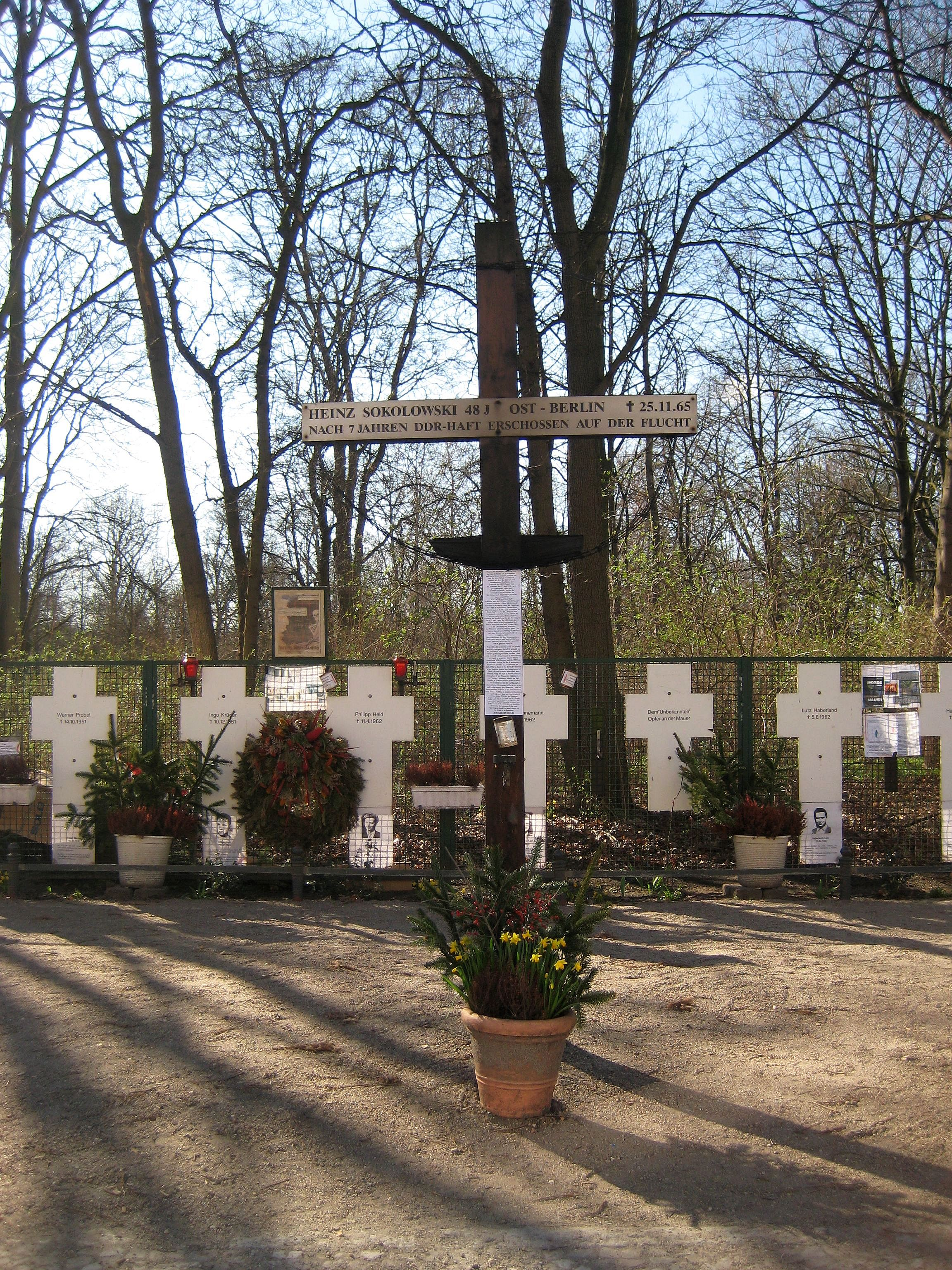
Großes Gedenkkreuz gegenüber der Südseite des Reichstags, im Hintergrund die Weißen Kreuze, von denen eins ebenfalls seinen Namen trägt

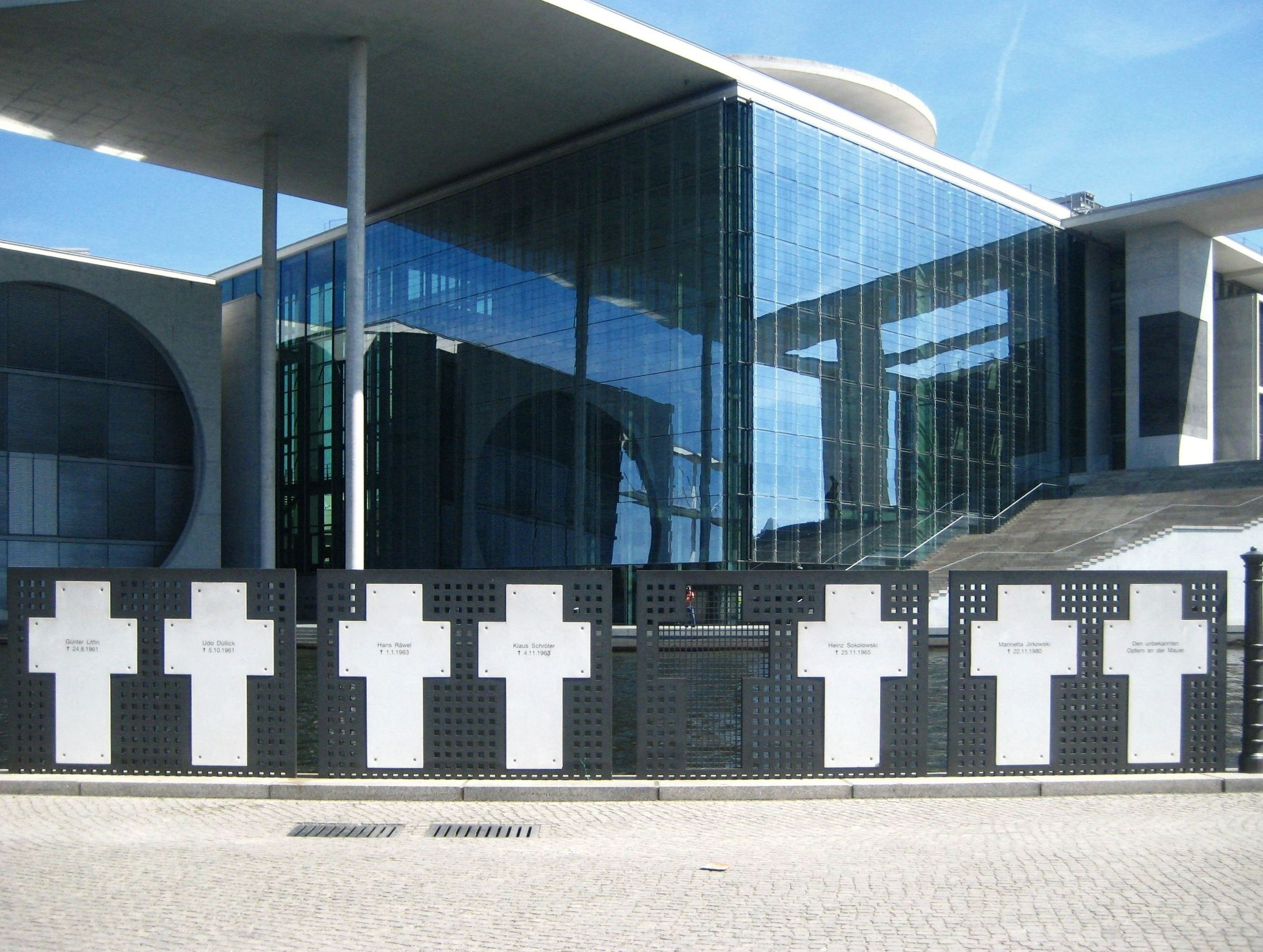
Gedenkstätte Weiße Kreuze – das dritte Kreuz von rechts ist Heinz Sokolowski gewidmet

Heinz Sokolowski (* 17. Dezember 1917 in Frankfurt (Oder); † 25. November 1965 in Berlin) war ein Todesopfer an der Berliner Mauer. Angehörige der Grenztruppen der DDR erschossen ihn bei einem Fluchtversuch an der Mauer zwischen dem Brandenburger Tor und dem Reichstagsgebäude. Er war sowohl Maueropfer als auch politischer Gefangener.

## Leben
Während des Ersten Weltkriegs wurde Heinz Sokolowski in Frankfurt (Oder) geboren. Nach dem Abschluss der Volksschule machte er eine Lehre zum Schneider. Anschließend besuchte er eine Handelsschule, um dort Abitur zu machen. Dieses Vorhaben gab er auf, nachdem ihm eine journalistische Karriere bei der Frankfurter Oderzeitung angeboten wurde. Nachdem er zum Wehrdienst eingezogen worden war, kämpfte er mit der Wehrmacht an verschiedenen Orten im Zweiten Weltkrieg. Er war auch als Kriegsberichterstatter eingesetzt worden. In Russland geriet er in Kriegsgefangenschaft und wurde in einem Antifa-Lehrgang für den Kommunismus gewonnen.
Als er 1946 aus der Kriegsgefangenschaft zurückkehrte, zog er in den sowjetischen Sektor Berlins und war dort als freier Journalist tätig. Im folgenden Jahr heiratete er und zog mit seiner Frau und seiner neugeborenen Tochter nach Prenzlauer Berg. Das Ehepaar ließ sich 1951 scheiden. Bis zu seiner Verhaftung am 12. Februar 1953 arbeitete er für die sowjetische Besatzungsmacht. Er wurde von einem Militärtribunal wegen Spionage erst zu 20 Jahren, später zu 10 Jahren Haft verurteilt und in ein Arbeitslager in der Sowjetunion gebracht. Die sowjetischen Behörden übergaben ihn 1956 den Behörden der DDR. Bis zum 13. Februar 1963 saß er in Haft, in der er auch an Tuberkulose erkrankte.

### Fluchtversuch
Nach der Haft arbeitete er als Fahrstuhlführer in Ost-Berlin. Er wollte die DDR verlassen und stellte einen Ausreiseantrag, der nicht bewilligt wurde. Wegen Kontakten nach West-Berlin erregte er 1964 die Aufmerksamkeit des MfS. Nach der fristlosen Entlassung im Mai 1965 begann er mit logistischen Vorbereitungen für seine Flucht, die er am Morgen des 25. November 1965 gegen 5 Uhr begann. Er näherte sich der Grenze durch die Clara-Zetkin-Straße – die heutige Dorotheenstraße. Ein Grenzsoldat wurde auf ihn aufmerksam und gab einen Warnschuss ab, auf den Heinz Sokolowski nicht reagierte. Weitere Grenzsoldaten eilten herbei und schossen gezielt auf den Flüchtenden, der schon an der letzten mit Stacheldraht bewehrten Mauer angelangt war. Heinz Sokolowski wurde in den Unterleib getroffen und erlag seinen Verletzungen auf dem Weg ins Krankenhaus.

## Gedenken
Die Arbeitsgemeinschaft 13. August errichtete 1966 an der Ecke Ebertstraße und Scheidemannstraße ein drei Meter hohes Kreuz, um Heinz Sokolowski zu gedenken. Auf der Inschrift steht neben den Lebensdaten: „nach 7 Jahren DDR-Haft erschossen auf der Flucht“.
Ein zum Ufer gerichtetes Kreuz der Gedenkstätte Weiße Kreuze am Reichstagsufer erinnert an Heinz Sokolowski.